# (9244) Višnjan
(9244) Višnjan (1998 HV7) – planetoida z grupy pasa głównego asteroid okrążająca Słońce w ciągu 5 lat i 5 dni w średniej odległości 2,93 j.a. Została odkryta 21 kwietnia 1998 roku.